# Polyaenus av Lampsakos
Polyaenus av Lampsakos (klassisk grekiska: Πoλύαινoς Λαμψακηνός), född omkring 340 f.Kr., död omkring 285 f.Kr., var en grekisk matematiker. Polyaenus var son till Athenodorus och vän till Epikuros.
Polyaenus var en av de författare vars verk återfunnits i biblioteket i Villa dei Papyri nära Herculaneum.